# برنامج التعاملات الالكترونية الحكومية (يسر)
العربية
برنامج يسر هو برنامج التعاملات الالكترونية الحكومية في المملكة العربية السعودية، و قد أنشأ هذا البرنامج تفعيلاً للتوجه الحكومي في المملكة للتحول إلي التعاملات الالكترونية بدلاً من التعاملات الورقية التقليدية مما له بالغ الأثر في تقدم اقتصاد المملكة.

## نشأة البرنامج
حيث تمت الموافقة على قيام وزارة المالية بالعمل على إنشاء برنامج للحكومة الإلكتروني بناءاً على الأمر السامي الكريم رقم (7/ب/2427) وتاريخ 16/1/1424هـ، ثم تم تكليف وزارة الاتصالات وتقنية المعلومات بناء على الأمر السامي الكريم رقم (133) وتاريخ 21/05/1424هـ بالإشراف على قطاع الاتصالات وتقنية المعلومات، ووضع الخطط التطويرية لهذا القطاع وتنفيذها، ومن ضمنها ما يتعلق بتطبيق التعاملات الإلكترونية الحكومية. ثم صدر الأمر السامي الكريم رقم (7/ب/33181) وتاريخ 10/07/1424هـ القاضي بإحالة ما يتعلق بوضع خطة لتقديم الخدمات والمعاملات الحكومية إلكترونياً، وتوفير الموارد اللازمة لتنفيذها، إلى وزارة الاتصالات وتقنية المعلومات.
و من ثم أنشأت وزارة الاتصالات وتقنية المعلومات في عام 1426 هـ (2005م) برنامج التعاملات الإلكترونية الحكومية (يسِّر) بمشاركة كل من وزارة المالية، وهيئة الاتصالات وتقنية المعلومات، وشكلت لجنة إشرافية عليا مكونة من أصحاب المعالي وزير المالية، ووزير الاتصالات وتقنية المعلومات، ومحافظ هيئة الاتصالات وتقنية المعلومات، وقد انبثق عن هذه اللجنة، لجنة توجيهية للبرنامج تتكون من عدد من المختصين في كل من هذه الهيئات والوزارات بالإضافة إلى المدير العام للبرنامج.

## أهداف البرنامج
- رفع إنتاجية و كفاءة القطاع العام.
- تقديم خدمات أفضل للأفراد وقطاع الأعمال بشكل أيسر.
- زيادة عائدات الاستثمار.
- توفير المعلومات المطلوبة بدقة عالية في الوقت المناسب.

## قواعد عمل البرنامج
يعتمد البرنامج في تفعيله للتعاملات الإلكترونية الحكومية على أربعة قواعد أساسية هي:
1. رؤية وأولويات ومواصفات و أطر موحدة.
2. ليست تقنية فقط، أكثر من ذلك بكثير.
3. تقليل المركزية بأكبر قدر ممكن.
4. طور مرة، واستخدم مرات،

## المبادرات والمنتجات
يقدم يسر العديد من المبادرات والمنتجات مثل: إطار تمكين الخدمات الإلكترونية، آلية تمويل المشاريع بتخصيص ما يلزم لتغطية تكاليف تنفيذ الخدمات، والتعاملات الإلكترونية الحكومية المتنقلة (معاك)، والسحابة الإلكترونية الحكومية للقطاعات الحكومية، وخدمة النفاذ الإلكتروني الموحد (SSO) للمنشآت والأفراد، وبوابة سعودي التي يستطيع من خلالها المستخدمون الوصول إلى الخدمات الحكومية الإلكترونية، وقناة التكامل الحكومية (تكامل GS) الهادفة إلى توفير البنية التحتية المشتركة لتمكين تقديم الخدمات الحكومية الإلكترونية، وشهادات التصديق الرقمي، ومبادرة مرصد الخدمات الحكومية لتحديد وحصر خدمات الجهات الحكومية وتحويلها من خدمات تقليدية إلى إلكترونية، مركز الاتصال الوطني (آمر)، نظام المراسلات الحكومية الإلكتروني (مراسلات)، ومركز بيانات التعاملات الإلكترونية الحكومية الذي يعد حلقة وصل بين مراكز الحاسب الآلي في الجهات الحكومية المختلفة، وغيرها من المبادرات.

## الهيكل التنظيمي
يتضمن الهيكل الإداري لبرنامج التعاملات الإلكترونية الحكومية في المملكة المكونات الرئيسة التالية:
- اللجنة العليا الإشرافية لبرنامج التعاملات الإلكترونية الحكومية، مكونة من وزير المالية، ووزير الاتصالات وتقنية المعلومات، ومحافظ هيئة الاتصالات وتقنية المعلومات.
- اللجنة التوجيهية لبرنامج التعاملات الإلكترونية الحكومية، برئاسة محافظ هيئة الاتصالات وتقنية المعلومات، وينوب عنه مدير عام الإدارة العامه لتقنية المعلومات بوزارة المالية، وعضوية عددٍ من المسئولين ذوي العلاقة في وزارة المالية، ووزارة الاتصالات وتقنية المعلومات، وهيئة الاتصالات وتقنية المعلومات، ومدير برنامج التعاملات الإلكترونية الحكومية.
- لجنة للتعاملات الإلكترونية الحكومية في كل جهة حكومية، ترتبط بالمسئول الأول في تلك الجهة، للإشراف على تنفيذ خطة التعاملات الإلكترونية الحكومية الخاصة بها(جاري العمل على إيجاد وتكوين هذه اللجان).
- برنامج التعاملات الإلكترونية الحكومية ووحدات إدارية تشمل متخصصين ذوي كفاءات مناسبة للقيام بأعمال البرنامج.